# Hoogstraten
Hoogstraten es una localidad y municipio de la provincia de Amberes en Bélgica. Sus municipios vecinos son Baarle-Hertog, Brecht, Merksplas, Rijkevorsel y Wuustwezel, haciendo frontera al norte, este y oeste con los Países Bajos. Tiene una superficie de 105,3 km² y una población en 2018 de 21.333 habitantes, siendo los habitantes en edad laboral el 64% de la población.

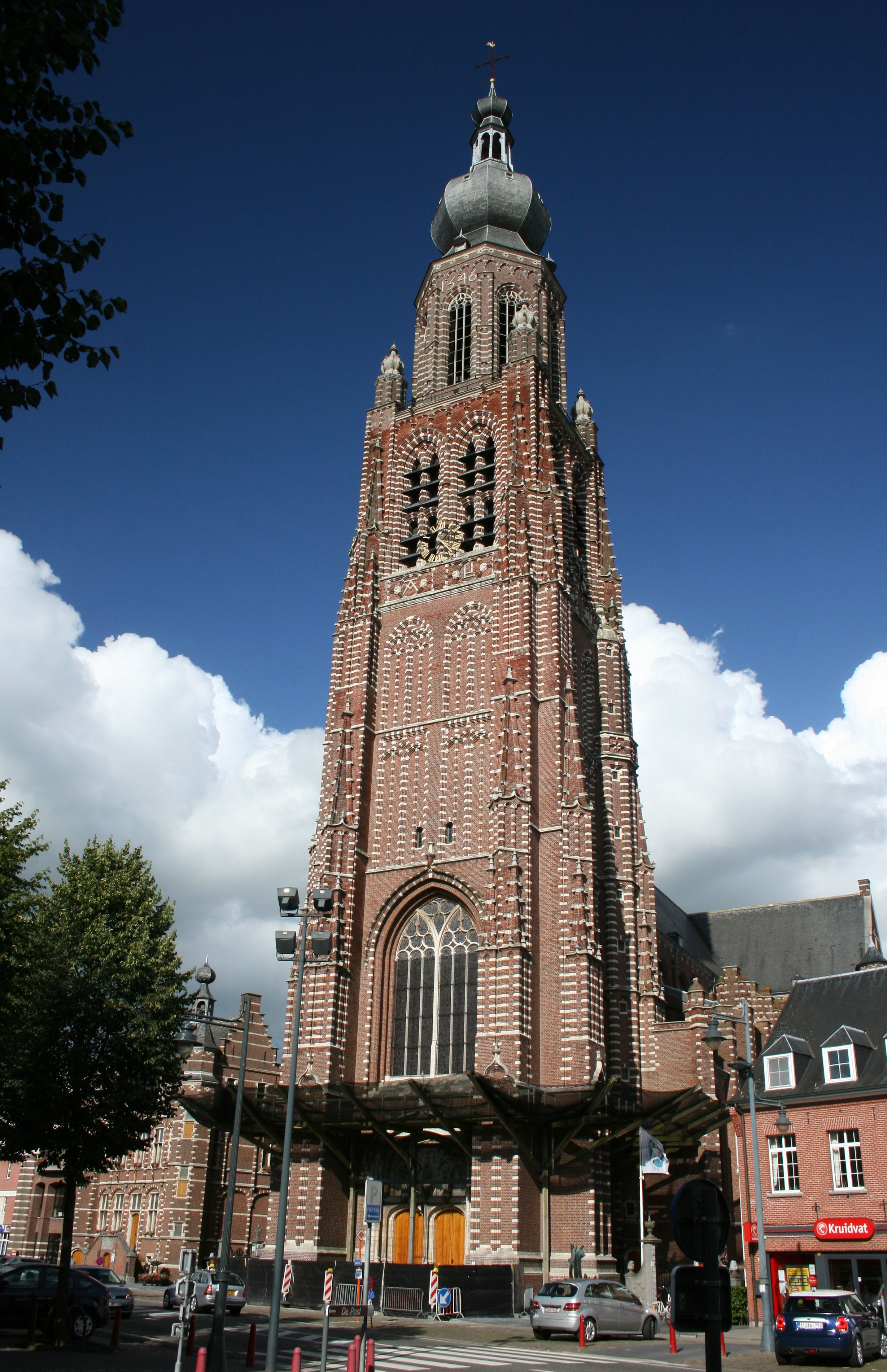
Santa Catalina.

El municipio comprende las localidades de Hoogstraten, Meer, Meerle, Meersel-Dreef, Minderhout y Wortel. El nombre de la ciudad procede del neerlandés "hoge straat", que significa "camino alto", en alusión a una carretera militar que ligó antiguamente el norte con el sur. En los primeros días de la ciudad poco comercio existía en esta carretera, la mayoría de los viajeros que la recorrían eran soldados y ejércitos. Hoy en día, alrededor del 15% de la población está formada por ciudadanos de los Países Bajos.

## Demografía

### Evolución
Todos los datos históricos relativos al actual municipio, el siguiente gráfico refleja su evolución demográfica, incluyendo municipios después de efectuada la fusión el 1 de enero de 1977.
| Gráfica de evolución demográfica de Hoogstraten entre 1846 y 2020 |
|                                                                   |

## Monumentos
- El Beguinaje, construido en 1380 y que consta de 36 casas y una iglesia barroca, desde 1998 declarado como Patrimonio de la Humanidad por la UNESCO dentro del grupo denominado "Beguinajes flamencos".
- La iglesia de Sint-Catharina -Santa Catalina- del siglo XIV, con una de las torres de iglesia más altas en Bélgica.

## Economía
Hoogstraten es conocido internacionalmente por sus fresas. La "Subasta de Hoogstraten" es una de los más grandes del Benelux, en la que cada año se comercializan más de 30.000 toneladas de fresa. Sin embargo, su principal cultivo agrícola es el tomate.

## Historia
En la Edad Media Hoogstraten probablemente era una posada del camino con algunas cabañas para alojamiento de viajeros y establo para sus caballos. La ciudad fue fundada en 1210, cuando se le concedió el título de "ciudad libre". Alrededor de 1530 fue construido un ayuntamiento y una iglesia.
Bajo la propiedad del conde Antoine I de Lalaing, Hoogstraten se convirtió en un condado. Entre el 1 de septiembre de 1602 y el 18 de mayo de 1604 tuvo lugar el motín de Hoogstraten, el más grande de soldados del Ejército de Flandes español durante la guerra de los Ochenta Años. El castillo destruido y la villa muy afectada por el motín, quedó en los Países Bajos Españoles, comenzando a reponerse a partir de 1678, con el establecimiento de un convento de monjas carmelitas inglesas y en 1690 otro de frailes la Orden Franciscana. En 1714 pasó a formar parte de los Países Bajos Austríacos. A partir de 1740 fue elevado a ducado por el emperador Carlos VI, pero apenas medio siglo después, durante el gobierno francés (1795-1814), perdió sus títulos de "ciudad" y "ducado" por su sentimiento antifrancés.

## Personas notables de Hoogstraten
- Lodewijk de Koninck, escritor.
- Ludo Peeters, ciclista.
- Guillaume Van Tongerloo, ciclista.
- Basto (DJ), disc jockey.